# Siège de Royan (1622)
Rébellions huguenotes
Batailles
Guerres de Religion en France
Prélude
- Mérindol (1545)
- Amboise (1560)
- Colloque de Poissy (1561)

Première guerre de Religion (1562-1563)
- Édit de Saint-Germain (1562)
- Massacre de Wassy (1562)
- Toulouse (1562)
- Vergt (1562)
- Rouen (1562)
- Dreux (1562)
- Orléans (1563)
- Paix d'Amboise (1563)

Deuxième guerre de Religion (1567-1568)
- Surprise de Meaux (1567)
- Michelade (1567)
- Saint-Denis (1567)
- Chartres (1568)
- Paix de Longjumeau (1568)

Troisième guerre de Religion (1568-1570)
- Jarnac (1569)
- La Roche-l'Abeille (1569)
- Poitiers (1569)
- Orthez (1569)
- Montcontour (1569)
- Saint-Jean-d'Angély (1569)
- Arnay-le-Duc (1570)
- Rabastens (1570)
- Paix de Saint-Germain-en-Laye (1570)

Quatrième guerre de Religion (1572-1573)
- Saint-Barthélemy (1572)
- Sancerre (1572-1573)
- Sommières (1573)
- La Rochelle (1573)

Cinquième guerre de Religion (1574-1576)
- Dormans (1575)
- Édit de Beaulieu (1576)

Sixième guerre de Religion (1577)
- Paix de Bergerac (1577)
- Édit de Poitiers (1577)

Septième guerre de Religion (1579-1580)
- Traité de Nérac (1579)
- Paix du Fleix (1580)

Huitième guerre de Religion (1585-1598) 
Guerre des Trois Henri

- Traité de Joinville (1584)
- Édit de Nemours (1585)
- Jarrie (1587)
- Coutras (1587)
- Vimory (1587)
- Auneau (1587)
- Journée des Barricades (1588)
- Arques (1589)
- Ivry (1590)
- Paris (1590)
- Journée des Farines (1591)
- Chartes (1591)
- Poncharra (1591)
- Châtillon (1591)
- Rouen (1591-1592)
- Craon (1592)
- Port-Ringeard (1593)
- Fort Crozon (1594)
- Fontaine-Française (1595)
- Doullens (1595)
- Amiens (1597)
- Édit de Nantes (1598)

Rébellions huguenotes (1621-1629)
- Saumur (1621)
- Saint-Jean-d'Angély (1621)
- La Rochelle (1621)
- Montauban (1621)
- Riez (1622)
- Royan (1622)
- Sainte-Foy (1622)
- Nègrepelisse (1622)
- Saint-Antonin (1622)
- Montpellier (1622)
- Saint-Martin-de-Ré (1622)
- Traité de Montpellier (1622)
- Blavet (1625)
- Île de Ré (1625)
- Traité de Paris (1626)
- Saint-Martin-de-Ré (1627)
- La Rochelle (1627-1628)
- Privas (1629)
- Alès (1629)
- Montauban (1629)
- Paix d'Alès (1629)

Révocation de l'édit de Nantes (1685)
Le siège de Royan a été réalisé par le roi Louis XIII, en 1622, contre le bastion protestant de Royan, dans le cadre des rébellions huguenotes.

## Préambule
Après le massacre des troupes huguenotes à Riez, l'armée royale se dirige, le 19 avril, vers Niort, par Aizenay, La Roche-sur-Yon, Sainte-Hermine et Fontenay-le-Comte où elle arrive le 23 avril. Elle en part le 27 pour assiéger Royan qui fermait à ses vaisseaux l'entrée de la Gironde.
Le roi Louis XIII fait étape à Chizé, Saint-Jean-d'Angély, Saintes, où il reste deux jours, Saujon et arrive à Royan qui est prise le 4 mai.

## Forces en présence
- Régiment de Bury
- Régiment d'Estissac
- Régiment de La Douze
- Régiment de Saint-Vincent
- Régiment de Vitry

## Le siège
Après avoir pris la ville le 4 mai, Louis XIII établit son quartier général au Chastelar près de Vaux-sur-Mer.
Sur les conseils de Pompeo Targone (it), un Italien, intendant des ingénieurs de France, il forme 2 attaques :
1. Celle de droite appuyée à la mer se compose des Gardes françaises sous les ordres du marécha Praslin, secondé par le marquis de Bassompierre.
2. Celle de gauche composée de Picardie est sous les ordres du maréchal de Vitry, assisté de Sennecey, Marillac et Jean de Biron[2].

16 vaisseaux huguenots venus de La Rochelle ouvrent le feu sur les tranchées d'approches des assaillants sans parvenir à freiner leur cheminement.
Une mine, construite par les assiégés, éclate au milieu de Picardie causant de grandes pertes. Une autre, contenant 600 livres de poudre, est éventée par hasard.
Le 11 mai, après une attaque, les hommes du régiment des Gardes françaises finissent par descendre dans le fossé, les Royannais décident alors de se rendre. Les défenseurs obtiennent le droit de retirer à La Rochelle avec armes et bagages, mais sans les canons et leurs munitions.

## Conséquence
Avant de passer de Saintonge, en Guyenne, le Roi voulut arrêter les incursions des rochelais, au moins sur la terre ferme.
Il confia le blocus de La Rochelle à son cousin Louis, comte de Soissons, qu'il fit général de l'armée d'Aunis.
Isaac du Raynier, seigneur de Droué, capitaine des Gardes françaises, est laissé comme gouverneur avec sa compagnie de 200 hommes et Louis XIII continue, alors, sa marche en direction du Languedoc où Montmorency luttait à grand'peine contre Henri de Rohan.